# Kanone

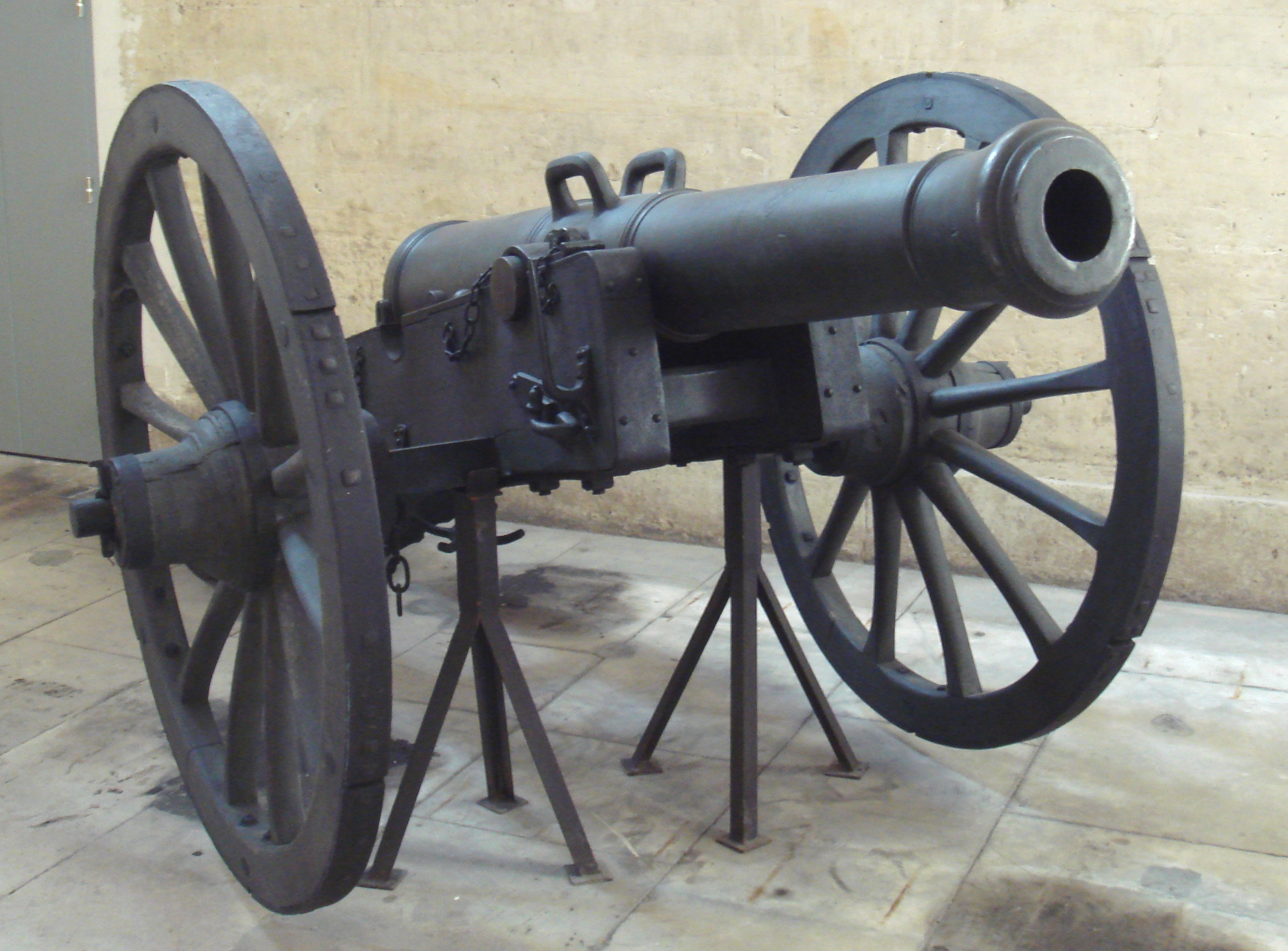
Französische 12-Pfünder-Feldkanone von 1793, ein Vorderlader mit Bronzerohr

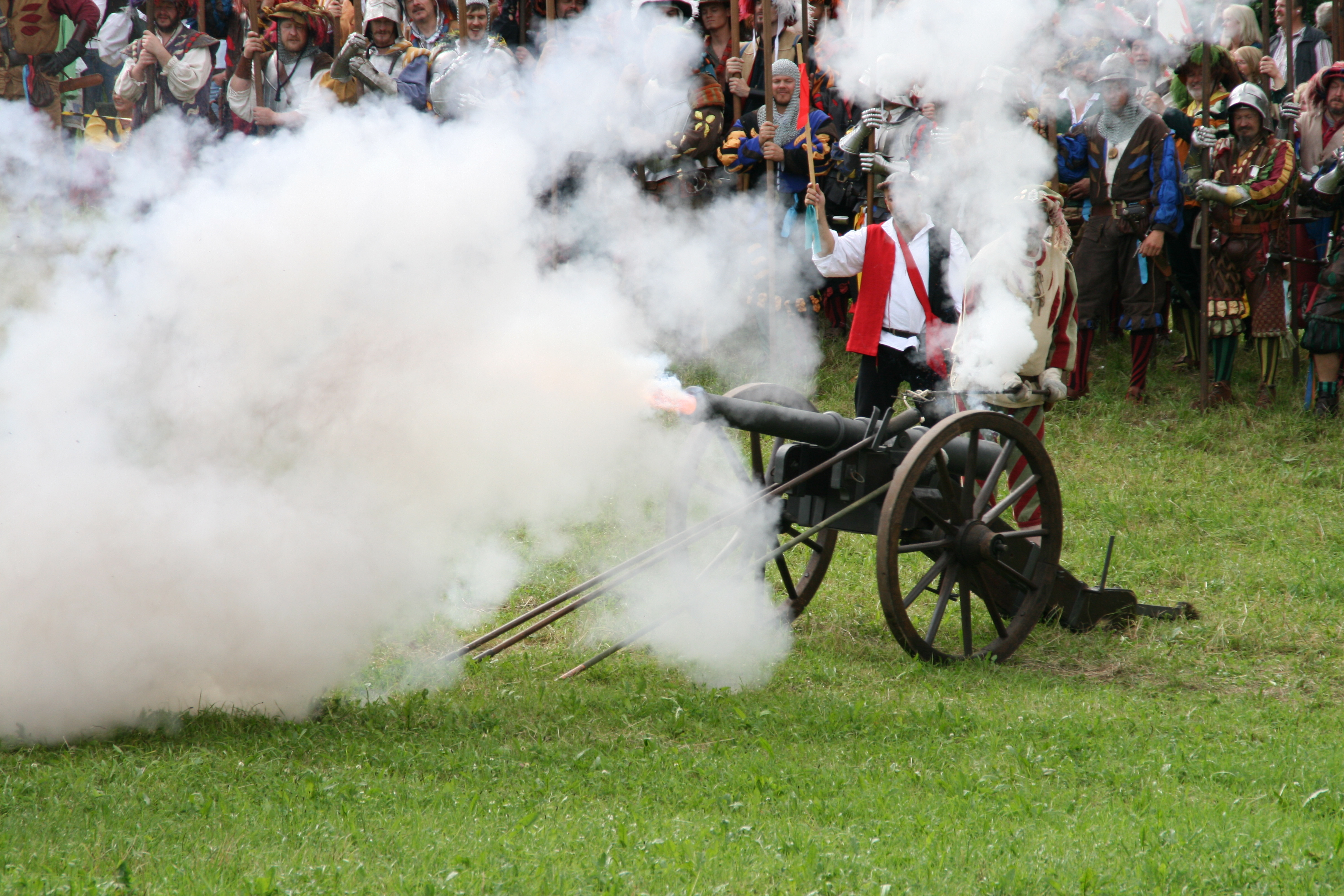
Kanone beim Frundsbergfest in Mindelheim (2009)

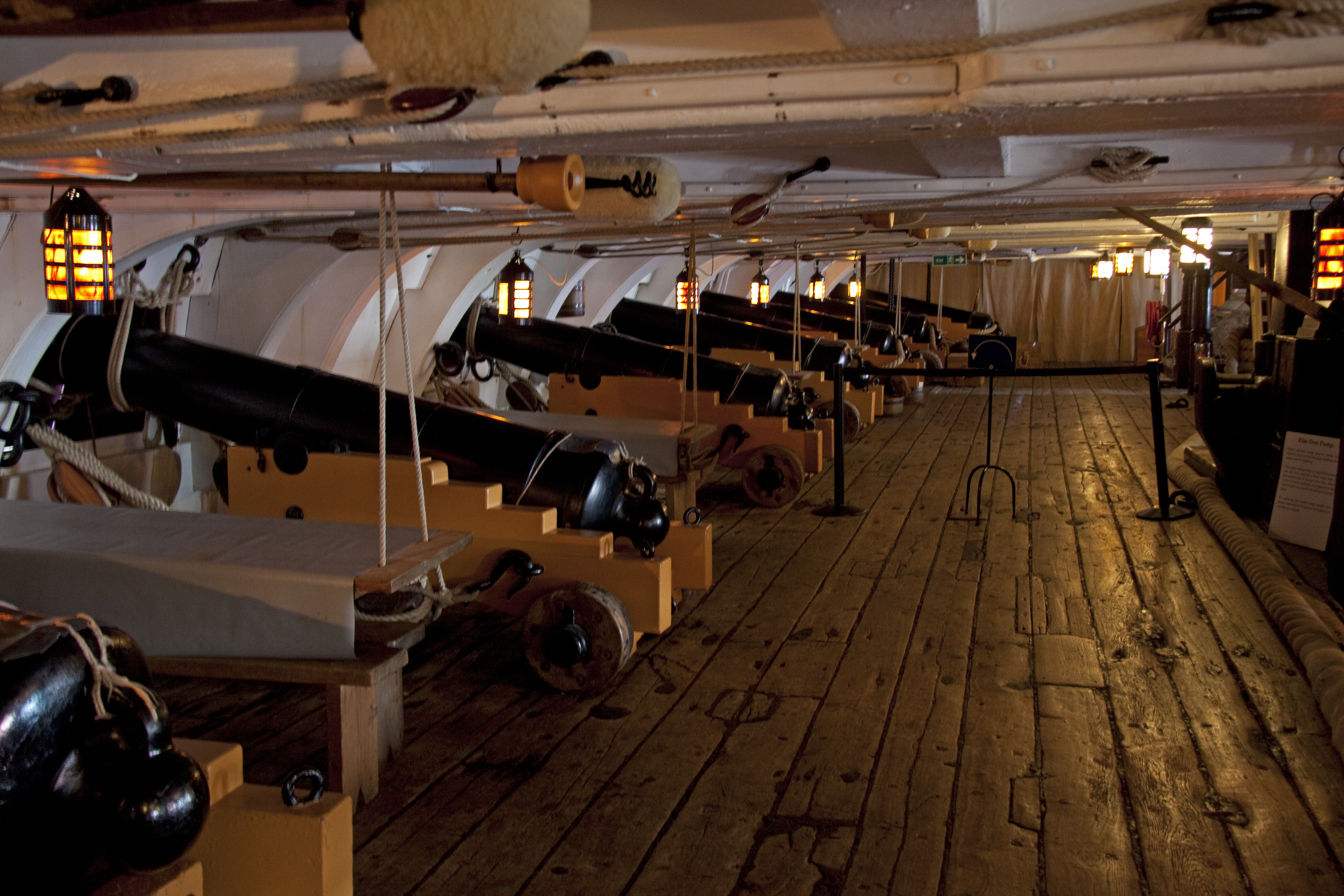
Schiffskanonen auf der Victory

Kanone ist ursprünglich die Bezeichnung für ein Geschütz, das sowohl bei der Artillerie (Erdartillerie, Schiffsartillerie, Flakartillerie) als auch zur Flugzeug- (Bordkanone auch Maschinenkanone) und Panzerbewaffnung (Kampfwagenkanone oder Panzerkanone) verwendet wird. Die Rohrlänge beträgt mindestens das Zwanzigfache des Kalibers (Kaliberlänge L). Im Militärwesen des ehemaligen Warschauer Pakts war die Kanone der Erdartillerie als Flachfeuergeschütz mit einer Rohrerhöhung bis +40° und einer Rohrlänge von über 30 bis 70 Kalibern definiert.
Heute gilt die Kanone als Flachfeuergeschütz, das im Unterschied zum Steilfeuergeschütz (Haubitze, Mörser, Raketenwerfer oder Granatwerfer) vornehmlich im direkten Feuerkampf (auch direktes Richten) verwendet wird. Weitere von der Kanone abgeleitete Waffensysteme sind beispielsweise Feldkanone, Flugabwehrkanone, Jagdkanone, Kanonenhaubitze, Panzerabwehrkanone, Panzerjägerkanone, Schiffskanone und Sturmgeschütz (Sturmkanone).
Umgangssprachlich wird zwischen den Begriffen Geschütz und Kanone oft kein Unterschied gemacht, obwohl Geschütz ein Oberbegriff ist, der sowohl die Kanonen als auch die Mörser und Haubitzen umfasst.

## Etymologie und Geschichte
Der Begriff stammt vom italienischen Wort canna (wie französisch canon) für „Röhre“ oder „Rohr“, das mit einer Augmentativendung zu cannone erweitert ist. Das zugrundeliegende lateinische Wort canna ist seinerseits eine Übernahme aus dem Griechischen, wo κάννα (kanna) „Rohr“ bedeutet. Geschütze gibt es, unter verschiedenen Bezeichnungen, im deutschen Sprachraum seit dem 14. Jahrhundert. Der Begriff Kanone hat sich im Deutschen erst im 17. Jahrhundert eingebürgert. Eine Unterscheidung der Geschützarten Kanone, Haubitze und Mörser lässt sich im späten 18. Jahrhundert belegen.
In frühen Zeiten galt vor allem die Art der verschossenen Munition und die Kaliberlänge als Unterscheidungskriterium. Kanonen verschossen Vollkugeln und auf kurze Distanz Kartätschen im Direktschuss. Die 1683 erfundenen Haubitzen verschossen Kugelgranaten mit Zeitzündern im Direkt- und leichten Bogenschuss, und Mörser verschossen solche im Steilfeuer. Kammergeschütze haben ein zweigeteiltes Rohr.
Kanonen durchliefen eine Reihe von Weiterentwicklungen ihrer Bauart. Vom Ende des 15. Jahrhunderts an setzte sich bei flach feuernden Kanonen eine konische Form durch. Sie sollte durch die größere Wandstärke im hinteren Bereich dem Explosionsdruck des Schwarzpulvers besser standhalten. Haubitzen und Mörser wurden zunächst auch als Kammerstück bezeichnet, da das hintere Ende der Rohrseele, die Pulverkammer, im Durchmesser reduziert war. Von der Mitte des 16. Jahrhunderts setzten sich hingegen durchgängig gleich breite Bohrungen durch. Zudem verdrängten vom Stückgießer gegossene Rohre zunehmend die geschmiedeten. In Verbindung mit eisernen, insbesondere gegossenen, Kanonenkugeln reduzierten diese Verfahren den Zwischenraum zwischen Geschoss und Rohrwand, den sogenannten „Wind“. Der Wind verringerte durch vorbeiströmende Explosionsgase nicht nur die Kraftübertragung an das Geschoss, sondern führte durch das herumgeschleuderte Geschoss auch zu Beschädigungen am Rohr und zu einer großen Abweichung beim Austrittswinkel der Kugel aus dem Rohr und damit zu einer geringen Genauigkeit. Zunächst wurden Rohre über den Kern gegossen. Dabei wurde eine mit Seilen umwickelte und mit Lehm verschmierte Eisenstange als Negativform verwendet, um die herum das Eisen gegossen wurde. Später erfolgte eine Glättung des Rohrinneren mit einem Reibewerkzeug. Dennoch traten beim Gussverfahren zahlreiche Qualitätsmängel auf. Blasen in der Gussmasse, ein nicht genau zentrierter oder sich unter Hitze verziehender Kern konnten die Einsatzfähigkeit des Geschützes erheblich verringern.
Eine erhebliche Verbesserung stellte ein 1714/15 von Johann Maritz erfundenes Verfahren dar, massiv gegossene Rohre zu bohren. Dadurch wurden die Fehlerquellen des Gussverfahrens erheblich reduziert. Die Rohre schossen exakter und konnten höheren Drücken standhalten, was wiederum höhere Schussreichweiten, eine größere Genauigkeit, einen geringeren Verschleiß und größere Wirkungen im Ziel ermöglichte. Im Verlauf des 18. Jahrhunderts setzte sich das Bohrverfahren bei nahezu allen Waffenschmieden durch.

## Historische Kaliber
Ab Mitte des 17. Jahrhunderts bis zur Mitte des 19. Jahrhunderts wurde das Kaliber von Kanonen mit glattem Lauf nach dem Gewicht der als Standardmunition verwendeten Eisenkugeln, mit dem für den Lauf passenden Durchmesser, in Pfund angegeben. Als Standardkaliber gelten 6, 12, 18, 24, 32 oder 42 Pfünder. Daneben existierten aber auch Zwischengrößen und sehr große Geschütze mit einem Nennkaliber von bis zu 68 Pfund.
Eisen war in dieser Zeit das am häufigsten verwendete Material für Artilleriemunition und kugelförmige Geschosse die am häufigsten benutzte Form. In der militärischen Praxis gab es jedoch nationale Unterschiede in der tatsächlichen Masse des Geschosses bei gleichen Nennkalibern. Abhängig vom Herstellungsland konnte der Bohrungsdurchmesser der Kanone daher erheblich variieren. So hatte beispielsweise das französische Livre bis 1812 eine Masse von 489,5 Gramm während das zeitgenössische englische Pfund (lb) etwa 454 Gramm wog. Hierdurch verfeuerte ein französisches 32-Pfünder Geschütz in der Schlacht von Trafalgar ein 1,138 kg (2,51 lb) schwereres Geschoss, als ein englisches 32-Pfünder Geschütz.
| Nennkaliber (lb) | Geschossmasse (kg) | Geschossdurchmesser (cm) | Geschossvolumen (cm3) | Bohrungskaliber (cm) |
| ---------------- | ------------------ | ------------------------ | --------------------- | -------------------- |
| 2                | 0,9                | 6                        | 115                   | 6,6                  |
| 3                | 1,4                | 6,9                      | 172                   | 7,6                  |
| 4                | 1,8                | 7,6                      | 230                   | 8,4                  |
| 6                | 2,7                | 8,7                      | 345                   | 9,6                  |
| 9                | 4,1                | 10                       | 518                   | 11                   |
| 12               | 5,4                | 10,9                     | 691                   | 12,1                 |
| 18               | 8,2                | 12,6                     | 1037                  | 13,8                 |
| 24               | 10,9               | 13,8                     | 1383                  | 15,2                 |
| 32               | 14,5               | 15,2                     | 1844                  | 16,7                 |
| 68               | 30,8               | 19,6                     | 3924                  | 21,2                 |

## Heutige Kanonen
Moderne Kanonen sind Flachfeuergeschütze mit einer Elevationsmöglichkeit bis etwa 35°. Da sie dem Geschoss aufgrund der hohen Mündungsgeschwindigkeit eine gestreckte Flugbahn erteilen, sind sie für indirektes Feuer und zum Direktschuss einsetzbar. Im Gegensatz dazu können Haubitzen (Rohrerhöhung −5° bis 75°) und Mörser als Steilfeuergeschütze für indirektes Feuer eingesetzt werden.
Die Panzerabwehrkanonen wurden weitgehend durch die leichteren und beweglichen Panzerabwehrlenkwaffen abgelöst. Waffensysteme wie der FlakPanzer Gepard sind weiterhin im Einsatz.
Der Begriff Kanone wird heute noch für die Hauptwaffe (auch Kampfwagenkanone) von Kampfpanzern, die Flugabwehrkanone oder kleinere Maschinenkanonen verwendet. In der Militärtechnik wird der Begriff ebenfalls für als Waffe benutzte Laser und elektromagnetische Kanonen wie Railgun und Coilgun verwendet.

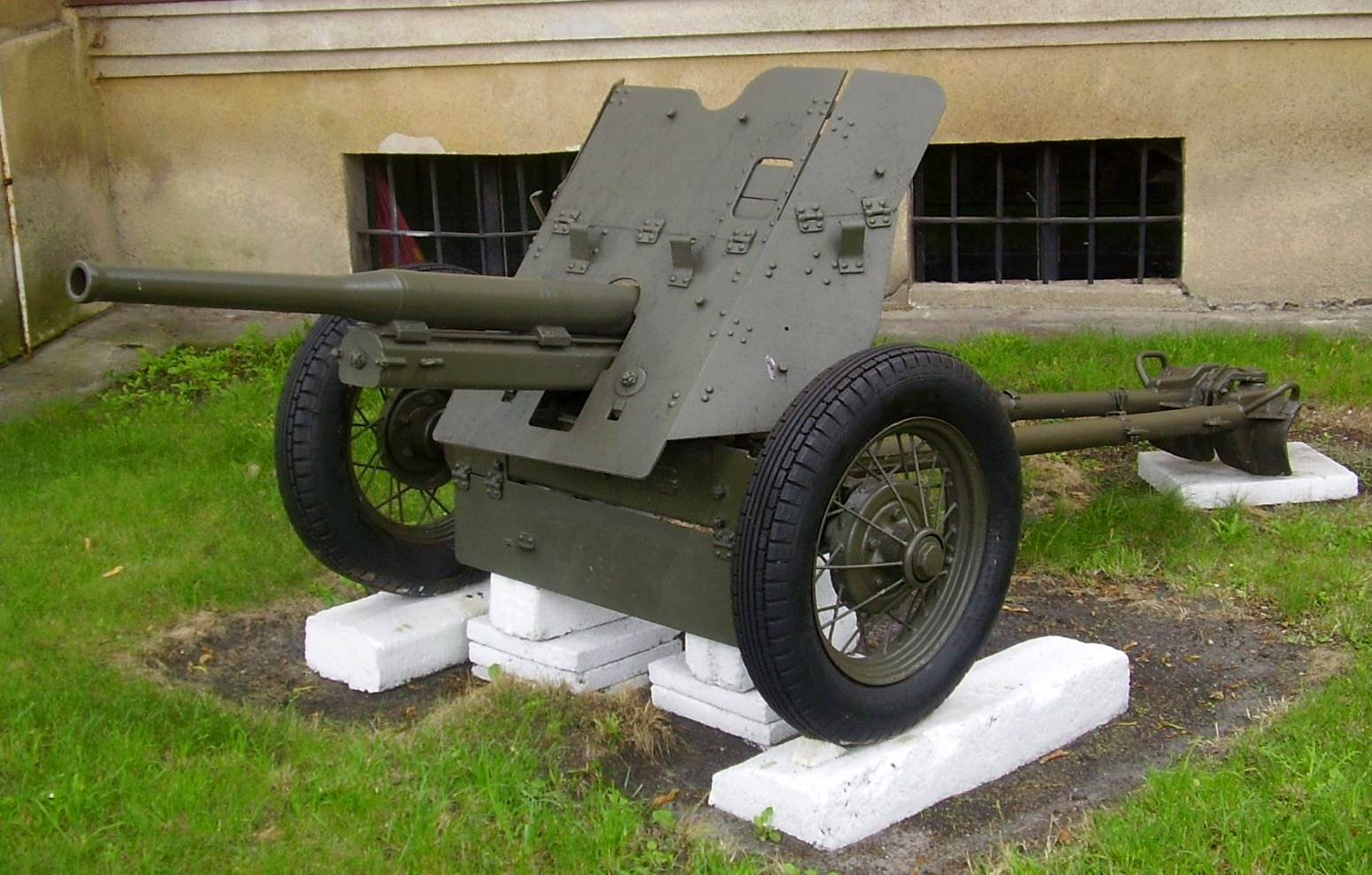
Sowjetische 45-mm-Panzerabwehrkanone M1937
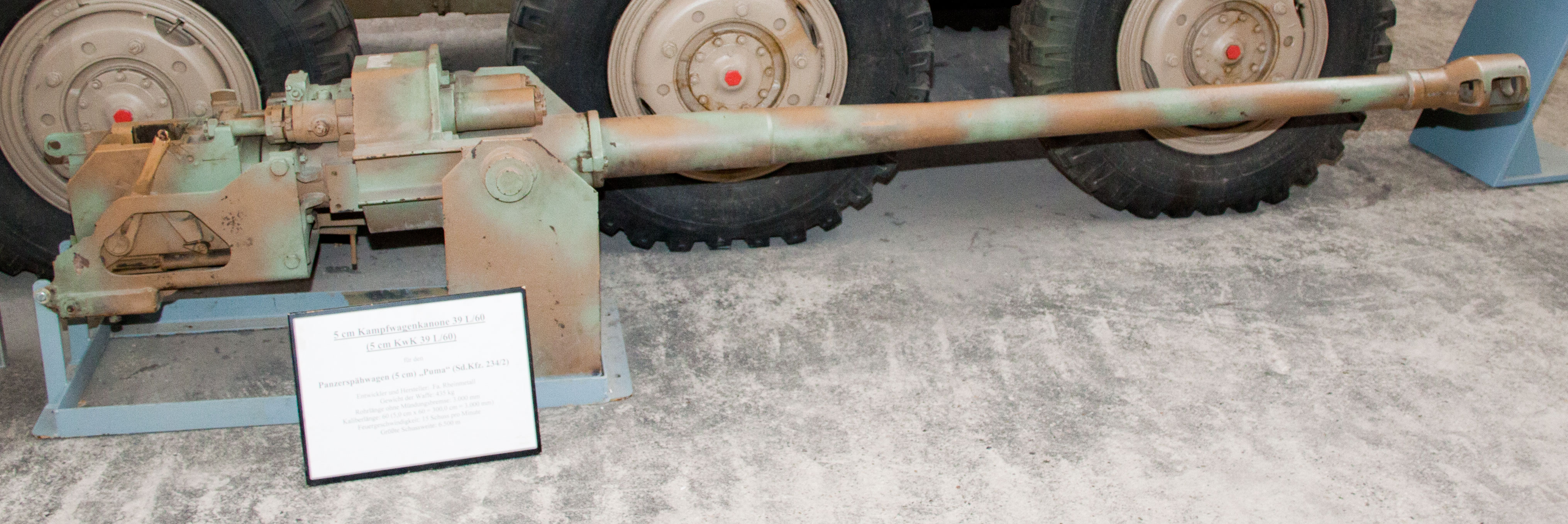
Deutsche Kampfwagenkanone
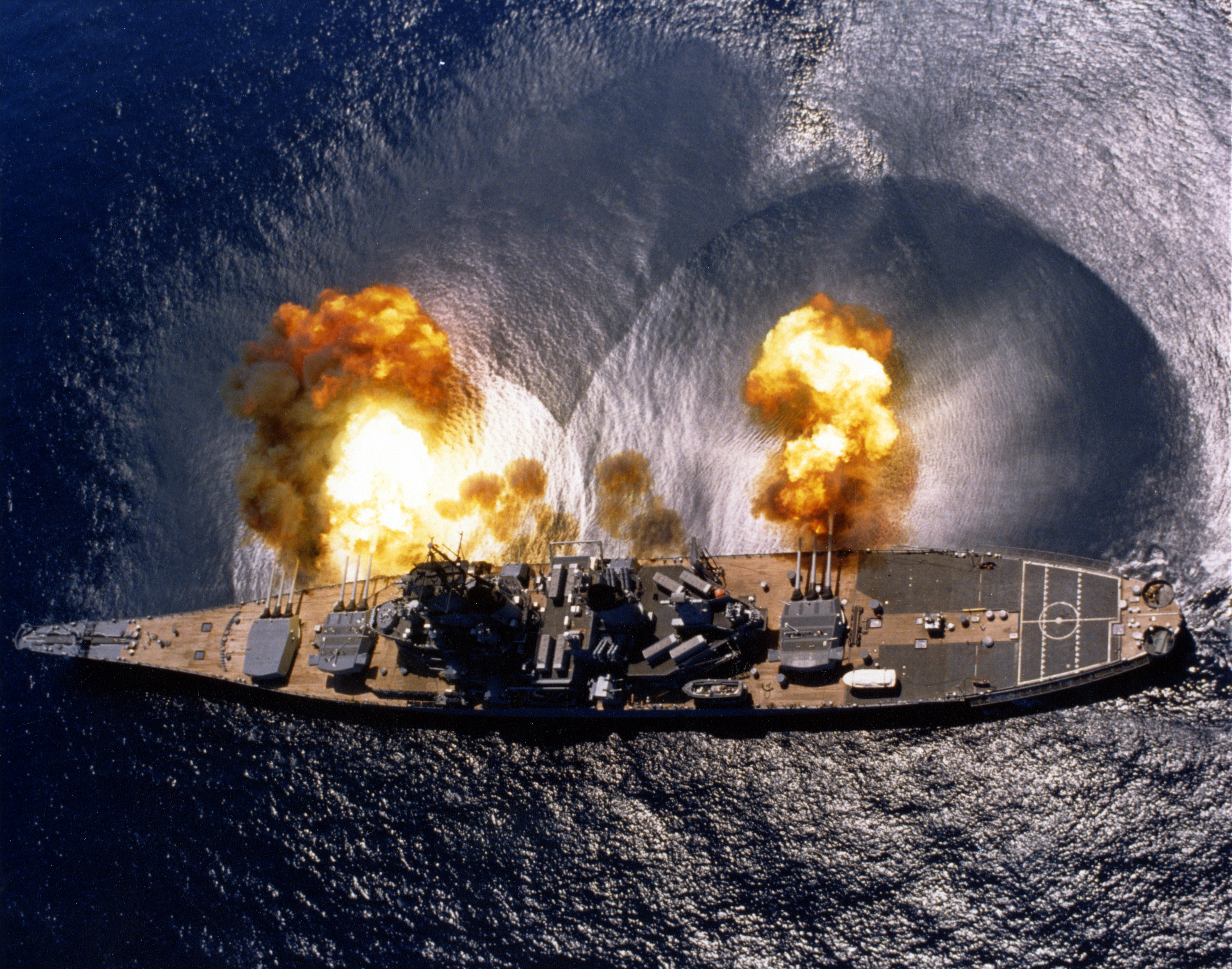
Kanonenfeuer auf der Iowa
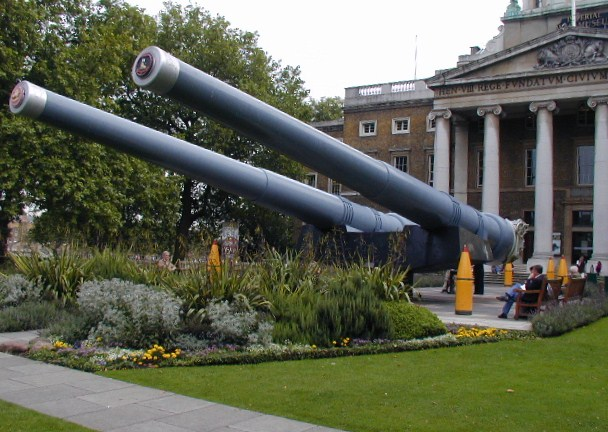
Zwei 15-Zoll-Schiffskanonen vor dem Imperial War Museum in London
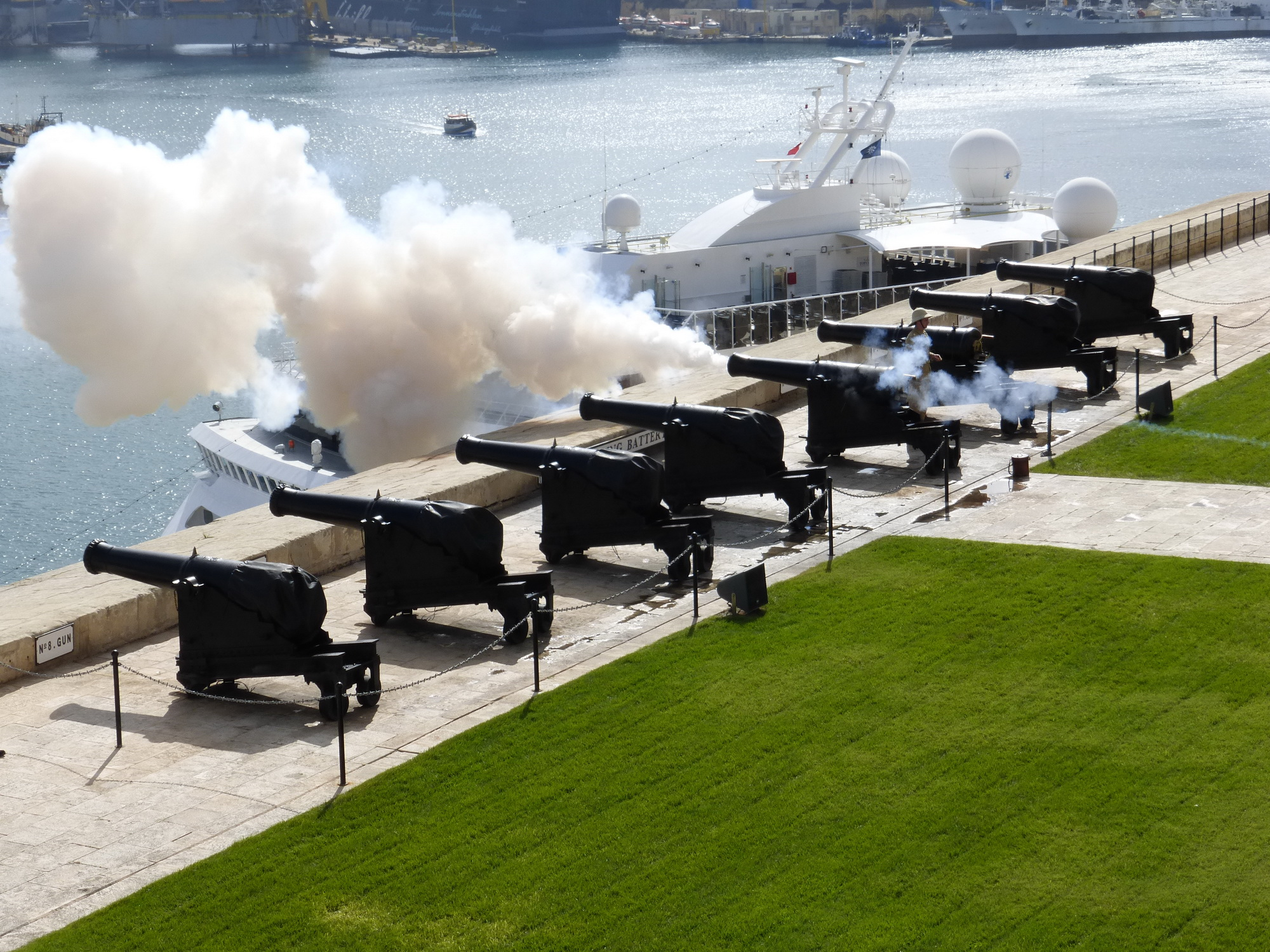
Zeremonieller Salutschuss um 12 Uhr Mittags in der Saluting Battery über dem Grand Harbour von Valletta (Malta)
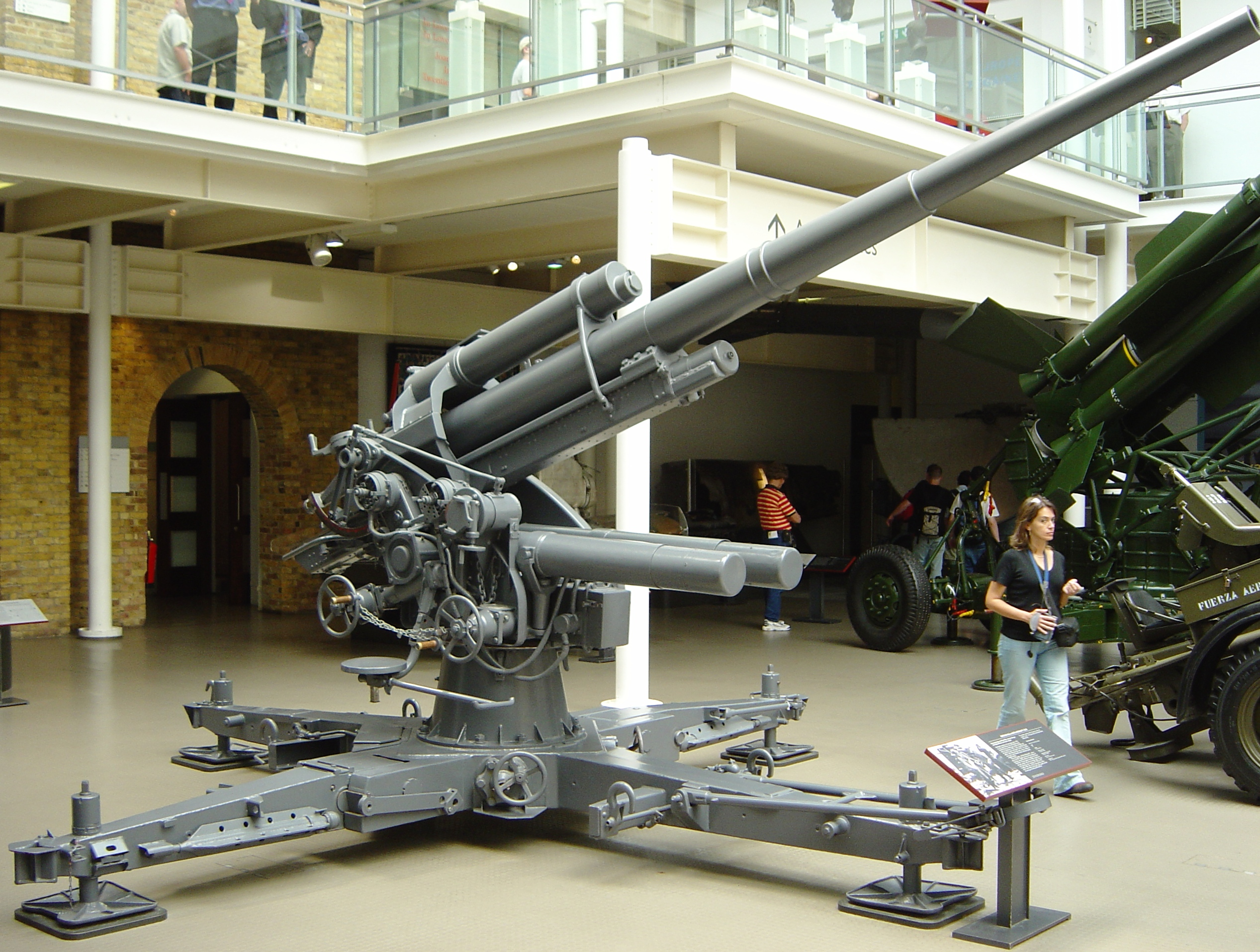
Deutsche 8,8-cm-Flugabwehrkanone
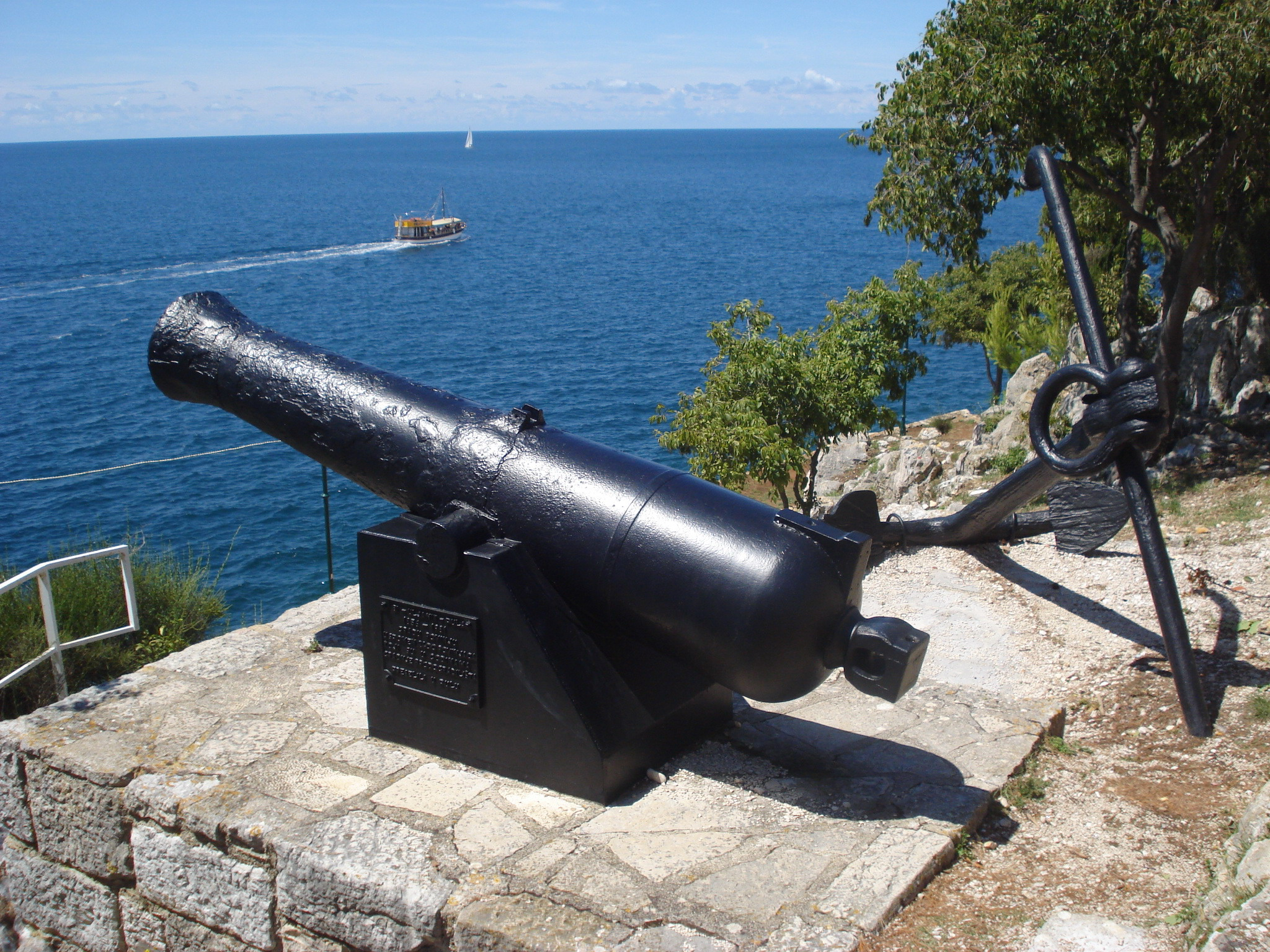
Mittelalterliche Kanone in einer Verteidigungsposition auf der Klippe der Stadt Rovinj

## Redensart
Mit dem Begriff Kanone sind Redensarten und Metaphern verbunden wie beispielsweise Kanonenfutter oder Sportskanone.